# Porriño Industrial Fútbol Club
El Porriño Industrial Fútbol Club es un equipo de fútbol español del municipio gallego de Porriño, en la provincia de Pontevedra. Fue fundado en 1933 y juega en la temporada 2020-21 en la Preferente Galicia.

## Historia
El Club Porriño FC se constituyó el 15 de febrero de 1933, con su primera sede social en el número 13 de la calle del Progreso. Su uniforme inicial estaba formado por camiseta blanca con cuello azul, y pantalón azul. La primera junta directiva la conformaban Leocadio Lourido (presidente), Juan Domínguez Rey (vicepresidente), Enrique del Campo (secretario), Laureano Pérez (vicesecretario), Jesús Fernández Castro (tesorero) y Antonio Lourido (depositario).
En 1943 el equipo fue absorbido por la empresa química Zeltia, cambiando su nombre por el de Zeltia Deportiva Porriño. Ascendió por primera vez a Tercera División en 1956. El club tuvo su mayor éxito deportivo en la temporada 1958-59, al alcanzar el Campeonato gallego de aficionados y llegar a la final del Campeonato de España, en la que perdió frente al Salamanca.
En 1965 el equipo fue refundado de nuevo, al fusionarse el Louriña CF y el Zeltia, tomando ya su actual denominación de Porriño Industrial FC. Tenía el domicilio social en Torneiros, y su uniforme era camiseta roja y pantalón azul.
En la temporada 1964-65 alcanzó el 14º puesto en la Liga Comarcal de Vigo. Ascendió a Tercera División en otras tres ocasiones, y su mejor resultado fue proclamarse campeón de Tercera en la temporada 1998–99, que le permitió disputar la promoción de ascenso a Segunda B, sin éxito.
En abril de 2016 los técnicos del Porriño Industrial dejaron de entrenar como protesta por el impago de sus nóminas. La directiva, que no podía recibir la subvención municipal por gastos sin justificar de la anterior etapa, reclamó una solución urgente al Ayuntamiento.

## Estadio
El equipo juega sus partidos como local en el Campo de O Lourambal.

## Datos del club
- Temporadas en 1.ª: 0
- Temporadas en 2.ª: 0
- Temporadas en 2ªB: 0
- Temporadas en 3.ª: 20

## Historial por temporadas
| Temp.   | Nivel | Categoría   | Puesto |
| ------- | ----- | ----------- | ------ |
| 1943–44 | 4     | Serie A     | 2º     |
| 1944–45 | 4     | Serie A     | 4º     |
| 1945–46 | 4     | Serie A     | 4º     |
| 1946/47 | 4     | Serie A     | 4º     |
| 1947–48 | 4     | Serie A     | 6º     |
| 1948–49 | 4     | Serie A     | 3º     |
| 1949–50 | 4     | Serie A     | 5º     |
| 1950–51 | 4     | Serie A     | 10º    |
| 1951–52 | 4     | Serie A     | 7º     |
| 1952–53 | 4     | Serie A     | 4º     |
| 1953–54 | 4     | Serie A     | 1º     |
| 1954–55 | 4     | Serie A     | 2º     |
| 1955–56 | 4     | Serie A     | 1º     |
| 1956–57 | 3     | 3.ª         | 14º    |
| 1957–58 | 3     | 3.ª         | 13º    |
| 1958–59 | 3     | 3.ª         | 8º     |
| 1959–60 | 3     | 3.ª         | 5º     |
| 1960–61 | 3     | 3.ª         | 14º    |
| 1961–62 | 3     | 3.ª         | 12º    |
| 1962/63 | 3     | 3.ª         | 16º    |
| 1963/64 | 4     | Serie A     | 5º     |
| 1964/65 | 4     | Serie A     | 6º     |
| 1965/66 | 4     | Serie A     | 6º     |
| 1966/67 | 4     | Serie A     | 3º     |
| 1967/68 | 4     | Serie A     | 3º     |
| 1968/69 | 4     | Serie A     | 9º     |
| 1969/70 | 6     | 2ª Comarcal | 3º     |

| Temp.   | Nivel | Categoría   | Puesto |
| ------- | ----- | ----------- | ------ |
| 1970/71 | 5     | 1ª Comarcal | 4º     |
| 1971/72 | 5     | 1ª Comarcal | 6º     |
| 1972/73 | 5     | 1ª Comarcal | 2º     |
| 1973/74 | 4     | Serie A     | 15º    |
| 1974/75 | 4     | Serie A     | 16º    |
| 1975/76 | 4     | Serie A     | 18º    |
| 1976/77 | 4     | Serie A     | 6º     |
| 1977/78 | 5     | Serie A     | 9º     |
| 1978/79 | 5     | Preferente  | 6º     |
| 1979/80 | 5     | Preferente  | 6º     |
| 1980/81 | 4     | 3.ª         | 9º     |
| 1981/82 | 4     | 3.ª         | 17º    |
| 1982/83 | 4     | 3.ª         | 20º    |
| 1983/84 | 5     | Preferente  | 19º    |
| 1984/85 | 6     | 1ª Regional | 8º     |
| 1985/86 | 6     | 1ª Regional | 1º     |
| 1986/87 | 5     | Preferente  | 4º     |
| 1987/88 | 5     | Preferente  | 4º     |
| 1988/89 | 5     | Preferente  | 5º     |
| 1989/90 | 5     | Preferente  | 4º     |
| 1990/91 | 5     | Preferente  | 7º     |
| 1991/92 | 5     | Preferente  | 9º     |
| 1992/93 | 5     | Preferente  | 4º     |
| 1993/94 | 5     | Preferente  | 6º     |
| 1994/95 | 5     | Preferente  | 2º     |
| 1995/96 | 4     | 3.ª         | 8º     |
| 1996/97 | 4     | 3.ª         | 10º    |

| Temp.   | Nivel | Categoría     | Puesto |
| ------- | ----- | ------------- | ------ |
| 1997/98 | 4     | 3.ª           | 14º    |
| 1998/99 | 4     | 3.ª           | 1º     |
| 1999/00 | 4     | 3.ª           | 16º    |
| 2000/01 | 4     | 3.ª           | 12º    |
| 2001/02 | 4     | 3.ª           | 19º    |
| 2002/03 | 5     | Preferente    | 1º     |
| 2003/04 | 4     | 3.ª           | 8º     |
| 2004/05 | 4     | 3.ª           | 18º    |
| 2005/06 | 5     | Preferente    | 3º     |
| 2006/07 | 5     | Preferente    | 13º    |
| 2007/08 | 5     | Preferente    | 15º    |
| 2008/09 | 5     | Preferente    | 4º     |
| 2009/10 | 5     | Preferente    | 5º     |
| 2010/11 | 5     | Preferente    | 15º    |
| 2011/12 | 6     | 1ª Autonómica | 6º     |
| 2012/13 | 6     | 1ª Autonómica | 1º     |
| 2013/14 | 5     | Preferente    | 12º    |
| 2014/15 | 5     | Preferente    | 5º     |
| 2015/16 | 5     | Preferente    | 3º     |
| 2016/17 | 5     | Preferente    | 9º     |
| 2017/18 | 5     | Preferente    | 2º     |
| 2018/19 | 4     | 3.ª           | 20º    |
| 2019/20 | 5     | Preferente    | 12º    |
| 2020/21 | 5     | Preferente    | 4º     |
| 2021/22 | 6     | Preferente    |        |